# Alfred zu Salm-Reifferscheidt-Dyck
Fürst Alfred Joseph Klemens zu Salm-Reifferscheidt-Dyck (* 31. Mai 1811 auf Schloss Baindt; † 2. August 1888 auf Schloss Dyck) war ein preußischer Kronbeamter und Parlamentarier aus der Familie Salm-Reifferscheidt.

## Leben
Geboren als Sohn des Fürsten Franz Joseph August zu Salm-Reifferscheidt-Dyck studierte Alfred zu Salm-Reifferscheidt-Dyck an der Universität Bonn. 1833 wurde er Mitglied des Corps Borussia Bonn. Er wurde Königlicher preußischer Kron-Oberst-Marschall und erbliches Mitglied des Preußischen Herrenhauses. 1861 folgte er seinem Onkel Fürst Joseph zu Salm-Reifferscheidt-Dyck als Erbe des Dycker Majorats. 
Er blieb unverheiratet und starb am 2. August 1888 in einem Anfall von Schwermut. Mit ihm erlosch die Linie Salm-Reifferscheidt-Dyck und wurde beerbt durch die Linie Salm-Reifferscheidt-Krautheim. Nächster Anverwandter im 6. Grad war Leopold Karl Maria (1833–1893), Fürst und Altgraf zu Salm-Reifferscheidt-Krautheim, der Sohn des Fürsten Konstantin zu Salm-Reifferscheidt.

## Auszeichnungen
- Schwarzer Adlerorden[1]
- Ehrenmitglied des Corps Borussia Bonn